# Campionati del mondo di mountain bike marathon 2005
I Campionati del mondo di mountain bike marathon 2005 (en. 2005 UCI Mountain Bike Marathon World Championships), terza edizione della competizione, furono disputati a Lillehammer, in Norvegia, il 20 agosto 2005.

## Medagliere
Medagliere finale
| Pos.   | Nazione     | Oro | Argento | Bronzo | Totale |
| ------ | ----------- | --- | ------- | ------ | ------ |
| 1      | Svizzera    | 1   | 0       | 1      | 2      |
| 2      | Norvegia    | 1   | 0       | 0      | 1      |
| 3      | Paesi Bassi | 0   | 1       | 0      | 1      |
| 3      | Slovenia    | 0   | 1       | 0      | 1      |
| 5      | Italia      | 0   | 0       | 1      | 1      |
| Totale | Totale      | 2   | 2       | 2      | 6      |

## Sommario degli eventi
| Eventi          | Oro                          | Tempo    | Argento                    | Tempo   | Bronzo                 | Tempo   |
| Uomini dettagli | Thomas Frischknecht Svizzera | 3h52'01" | Bart Brentjens Paesi Bassi | a 1'43" | Dario Acquaroli Italia | a 2'50" |
| Donne dettagli  | Gunn-Rita Dahle Norvegia     | 4h05'18" | Blaza Klemencic Slovenia   | a 1'43" | Petra Henzi Germania   | a 2'25" |